# جون جي. توماس
جون جي. توماس (بالإنجليزية: John G. Thomas)‏ هو منتج أفلام أمريكي، ولد في 19 يناير 1948 في الولايات المتحدة.

## وصلات خارجية
- جون جي. توماس على موقع IMDb (الإنجليزية)
- جون جي. توماس على موقع قاعدة بيانات الفيلم (الإنجليزية)